# La Montagne du bout du monde
 (avril 2010).
Si vous disposez d'ouvrages ou d'articles de référence ou si vous connaissez des sites web de qualité traitant du thème abordé ici, merci de compléter l'article en donnant les références utiles à sa vérifiabilité et en les liant à la section « Notes et références ».
Pour plus de détails, voir Fiche technique et Distribution.
La Montagne du bout du monde est un court métrage français filmé de 1953. 
Il concerne certainement l'expédition française de 1952 aux Andes de Patagonie[réf. nécessaire] avec l'ascension du Fitz Roy (3 440 m) par Guido Magnone et Lionel Terray.